# Линкольн (округ, Западная Виргиния)
Округ Линкольн (англ. Lincoln County) располагается в США, штате Западная Виргиния. По состоянию на 2010 год, численность населения составляла 21 720 человека. Был образован в 1867 году, получил своё название по имени шестнадцатого президента США Авраама Линкольна.

## География
По данным Бюро переписи США, общая площадь округа равняется 1137 км², из которых 1132 км² суша и 4 км² или 0,4 % это водоёмы.

### Соседние округа
- Патнам (Западная Виргиния) — север
- Канова (Западная Виргиния) — северо-восток
- Бун (Западная Виргиния) — юго-восток
- Логан (Западная Виргиния) — юг
- Минго (Западная Виргиния) — юго-запад
- Уэйн (Западная Виргиния) — запад
- Кабелл (Западная Виргиния) — северо-запад

## Демография
По данным переписи населения 2000 года в округе проживает 22 108 жителей в составе 8 664 домашних хозяйств и 6 532 семей. Плотность населения составляет 20 человек на км². На территории округа насчитывается 9 846 жилых строений, при плотности застройки 9 строений на км². Расовый состав населения: белые — 99,04 %, афроамериканцы — 0,06 %, коренные американцы (индейцы) — 0,17 %, азиаты — 0,06 %, гавайцы — 0,01 %, представители других рас — 0,06 %, представители двух или более рас — 0,61 %. Испаноязычные составляли 0,55 % населения независимо от расы.
В составе 33 % из общего числа домашних хозяйств проживают дети в возрасте до 18 лет, 60,4 % домашних хозяйств представляют собой супружеские пары проживающие вместе, 10,8 % домашних хозяйств представляют собой одиноких женщин без супруга, 24,6 % домашних хозяйств не имеют отношения к семьям, 22,2 % домашних хозяйств состоят из одного человека, 10,4 % домашних хозяйств состоят из престарелых (65 лет и старше), проживающих в одиночестве. Средний размер домашнего хозяйства составляет 2,54 человека, и средний размер семьи 2,94 человека.
Возрастной состав округа: 23,6 % моложе 18 лет, 9,3 % от 18 до 24, 29,1 % от 25 до 44, 24,9 % от 45 до 64 и 13,1 % от 65 и старше. Средний возраст жителя округа 37 лет. На каждые 100 женщин приходится 97,2 мужчин. На каждые 100 женщин старше 18 лет приходится 96 мужчин.
Средний доход на домохозяйство в округе составлял 22 662 USD, на семью — 28 297 USD. Среднестатистический заработок мужчины был 30 810 USD против 18 270 USD для женщины. Доход на душу населения составлял 13 073 USD. Около 22,8 % семей и 27,9 % общего населения находились ниже черты бедности, в том числе — 37,6 % молодежи (тех кому ещё не исполнилось 18 лет) и 20,8 % тех кому было уже больше 65 лет.